# Chariesthes bimaculipennis
Chariesthes bimaculipennis är en skalbaggsart som beskrevs av Stefan von Breuning 1971. Chariesthes bimaculipennis ingår i släktet Chariesthes och familjen långhorningar. Inga underarter finns listade i Catalogue of Life.